# كارل جيه. ميد
كارل جيه. ميد (بالإنجليزية: Carl J. Meade)‏ (و. 1950  م) هو ضابط، ورائد فضاء أمريكي، ولد في رانتول.

## التعليم
تعلم في معهد كاليفورنيا للتقنية، وكلية تدريب الطيارين الاختباريين الأمريكية ‏.

## ريادة الفضاء
شارك في المهمات الفضائية:
- STS-38"Astronaut Bio: Carl Meade 3/96". مؤرشف من الأصل في 2017-02-08.
- STS-50
- STS-64.

## الخدمة العسكرية
خدم في القوات الجوية الأمريكية.

## جوائز
حصل على جوائز منها:
- صليب الطيران المتميز.